# The Average Woman
The Average Woman er en amerikansk stumfilm fra 1924 af Christy Cabanne.

## Medvirkende
- Pauline Garon som Sally Whipple
- David Powell som Rudolph Van Alten
- Harrison Ford som Jimmy Munroe
- Burr McIntosh som Whipple
- De Sacia Mooers som Mrs. La Rose
- William H. Tooker som Crosby
- Russell Griffin som La Rose
- Coit Albertson som Bill Brennon